# Confederation of African Athletics
La Confederation of African Athletics (CAA), nota anche con il nome in francese di Confédération Africaine d'Athlétisme, è la federazione continentale che governa l'atletica leggera in Africa.
Ha sede a Dakar, in Senegal, ed organizza i campionati africani di atletica leggera ed altre competizioni continentali. È una delle sei federazioni continentali che fanno parte della World Athletics.

## Consiglio federale
Il consiglio federale della Confederation of African Athletics è così composto:
- Presidente:
  -  Hamad Kalkaba Malboum
- Vice presidente senior:
  -  Jackson Kiprono Tuwei
- Vice presidenti:
  -  Moses Bantsi
  -  Ibrahim Sheekhu Gusau
  -  Bruno Konga
  -  Abdelhakim Dib
  -  Aminata Sangare
- Membri:
  -  Momar Mbaye
  -  Siddiq Ahmed Ibrahim
  -  Hilmy Aboud Said
  -  Jean Baptiste Osse
  -  Derartu Tulu
  -  Tendai Tagara
  -  Christine Samira Iye
  -  Norolalao Ramanantsoa
  -  Abalo Viérin Degon
  -  Hala Abdelreheem Ahmed
- Rappresentanti World Athletics:
  -  Nawal El Moutawakel
  -  Beatrice Ayikuro
- Rappresentante degli atleti:
  -  David Rudisha
- Direttore generale: 
  -  Lamine Faty
- Membri onorari a vita:
  -  Lamine Diack
  -  Alaa Gheita
  -  Khaled Amara
  -  Idrissa Bah
  -  Giovanna Rousseau
  -  Belaid Abderrahmane
  -  Sarifa Abdul Magide Fagilde
  -  Komyaba Pascal Sawadogo

## Presidenti
1. Lamine Diack: 1973 - 2003
2. Hamad Kalkaba Malboum: 2003 - in carica

## Membri
| Nazione                | Federazione                               |
| Regione settentrionale | Regione settentrionale                    |
| ---------------------- | ----------------------------------------- |
| Algeria                | Fédération Algérienne d'Athlétisme        |
| Libia                  | Libyan Athletics Federation               |
| Marocco                | Fédération royale marocaine d'athlétisme  |
| Tunisia                | Fédération Tunisienne d'Athlétisme        |
| Regione occidentale    |                                           |
| Benin                  | Fédération Béninoise d'Athlétisme         |
| Burkina Faso           | Fédération Burkinabé d'Athlétisme         |
| Capo Verde             | Federação Caboverdiana de Atletismo       |
| Costa d'Avorio         | Fédération Ivoirienne d'Athlétisme        |
| Gambia                 | The Gambia Athletics Association          |
| Ghana                  | Ghana Athletics Association               |
| Guinea                 | Fédération Guinéenne d'Athlétisme         |
| Guinea-Bissau          | Federação de Atletismo da Guinea-Bissau   |
| Liberia                | Liberia Athletics Federation              |
| Mali                   | Fédération Malienne d'Athlétisme          |
| Mauritania             | Fédération d'Athlétisme R.I Mauritanie    |
| Niger                  | Fédération Nigerienne d'Athlétisme        |
| Nigeria                | Athletics Federation of Nigeria           |
| Senegal                | Fédération Sénégalaise d'Athlétisme       |
| Sierra Leone           | Sierra Leone Amateur Athletic Association |
| Togo                   | Fédération Togolaise d'Athlétisme         |
| Regione orientale      |                                           |
| Egitto                 | Egyptian Athletic Federation              |
| Eritrea                | Eritrean National Athletics Federation    |
| Etiopia                | Ethiopian Athletics Federation            |
| Gibuti                 | Fédération Djiboutienne d'Athlétisme      |
| Kenya                  | Athletics Kenya                           |
| Somalia                | Somali Athletics Federation               |
| Sudan                  | Sudan Athletic Association                |
| Sudan del Sud          | South Sudan Athletics Federation          |
| Tanzania               | Athletics Tanzania                        |
| Uganda                 | Uganda Athletics Federation               |
| Regione centrale       |                                           |
| Burundi                | Fédération d'Athlétisme du Burundi        |
| Camerun                | Fédération Camerounaise d'Athlétisme      |
| Ciad                   | Fédération Tchadienne d'Athletisme        |
| Gabon                  | Fédération Gabonaise d'Athlétisme         |
| Guinea Equatoriale     | Federacion Ecuatoguineana de Atletismo    |
| Rep. Centrafricana     | Fédération Centrafricaine d'Athlétisme    |
| Rep. del Congo         | Fédération Congolaise d'Athlétisme        |
| RD del Congo           | Fédération d'Athlétisme du Congo          |
| Ruanda                 | Fédération Rwandaise d'Athlétisme         |
| São Tomé e Príncipe    | Federação Santomense de Atletismo         |
| Regione meridionale    |                                           |
| Angola                 | Federação Angolana de Atletismo           |
| Botswana               | Botswana Athletics Association            |
| Comore                 | Fédération Comorienne d'Athlétisme        |
| eSwatini               | Athletics Eswatini                        |
| Lesotho                | Federation of Athletics Lesotho           |
| Madagascar             | Fédération Malagasy d'Athlétisme          |
| Malawi                 | Athletics Association of Malawi           |
| Mauritius              | Mauritius Athletics Association           |
| Mozambico              | Federação Moçambicana de Atletismo        |
| Namibia                | Athletics Namibia                         |
| Seychelles             | Seychelles Athletics Federation           |
| Sudafrica              | Athletics South Africa                    |
| Zambia                 | Zambia Athletics                          |
| Zimbabwe               | National Athletic Association of Zimbabwe |

## Competizioni
- Campionati africani di atletica leggera
- Campionati africani under 20 di atletica leggera
- Campionati africani under 18 di atletica leggera
- Campionati africani di corsa campestre

## Partner ufficiali
- Let's Vanquish